# ホラープランナー
ホラープランナーとは、主にお化け屋敷などのプランニングをし、ホラー企画全般のアドバイザー的な役割りも担う職業。お化け屋敷プロデューサーともいう。

## 概要
イベントの起案、企画から、開催国や開催地域、開催施設の検討、商談、設計、施工、特殊造形、美術、衣装、ヘアメイク、グッズ等の提案・手配から金銭的な調整、現場指導や人員のトレーニング、時に運営まで、お化け屋敷をトータルでプロデュースする仕事である。それを生かし、CD,DVD,映画、漫画、テレビ、ラジオ、ネット、書籍などへの出演、寄稿なども行う。
2005年に結成された幽霊ゾンビがこの職業を一般的にした。2013年『日立 世界ふしぎ発見!』の1300回スペシャルで、ミステリーハンターの候補者に様々な職業の候補者が集められたがホラープランナーとして平野ユーレイが最終選考に残った様子がオンエアされた。

## お化け屋敷プロデューサーを名乗る人物
- 五味弘文 株式会社オフィスバーン代表
- マイケル・ティー・ヤマグチ お化け屋敷制作会社ゾウンテッド代表

## ホラープランナーを名乗る人物
- 平野ユーレイ（幽霊ゾンビ）
2005年～。ホラープランナー。代表作は『台場怪奇学校』。
ホラープランナーという単語を考案した張本人。
- 齊藤ゾンビ（幽霊ゾンビ）
2005年～。ホラープランナー。代表作は『台場怪奇学校』。
ホラープランナーという単語を考案した張本人。
- いわたか
2012年～。代表作は『台場怪奇学校冬季バージョン願いの叶う場所』。
学生のうちからイベントプランナーを行いつつ、ホラープランナーとしても活動している。
- オバケン
2012年～。代表作は『方南町オバケン』。
映像業を行いつつ、ホラープランナーとしても活動している。
- 吉澤正悟(吉澤ショモジ)
2014年～。代表作は『方南町オバケンSIX EXITS』。
映像業を行いつつ、ホラープランナーとしても活動している。
- Coco
2020年〜。代表作は『京都怨霊館』。
怪談師やオカルトブロガーを行いつつ、ホラープランナーとしても活動している。

## ホラープランナーを扱った作品など
- 映画
  - 『神様ヘルプ! (映画) 』(2010年)
- 小説
  - 「快楽怪奇譚」 (実業之日本社、ISBN 9784408452197)（2009年）
- 書籍
  - 「お化け屋敷のつくり方」 (アールズ出版、ISBN 9784862041876) (2011年)
- 漫画
  - 「ドレッドノット」（講談社 ISBN 9784065103203 2018年）
  - 「ホラーハウスは内より裏が怖い」（竹書房 ISBN 9784801961906 2018年）
- サイト
  - MSN求人サイト「働く現場シリーズTHE職業選択の自由～世の中仕事は一つじゃない～」